# 魚谷佳苗
魚谷 佳苗（うおたに かなえ、1976年7月19日 - ）は、東京都出身の女優・モデル。テンカラット所属。本名は同じ。血液型はO型である。
趣味はドライブ・旅行・写真、特技はスキー・スノーボード。

## 出演

### 映画
- ゴジラ FINAL WARS － X星人親衛隊 役[1]
- LONGINUS - 看護婦 役
- jam films the messenger -弔いは夜の果てで- － 神代夏子 役
- 荒神
- スカイハイ劇場版 － 三輪レイ 役
- 2番目の彼女

### Vシネマ
- LONGINUS

### CM
- 白元 ゆたぽん
- ピエトロ ドレッシング ピエトロの精編
- アクサ生命
- 資生堂 タフィ
- 日本コカ・コーラ 爽健美茶
- 三菱自動車 パジェロミニ
- 江崎グリコ ブレオ
- GlaxoSmithKline　ブリーズライト

### 雑誌
- 美的
- Graza, Style, VOCE プラチナム
- CREA
- BORO
- 装苑
- In Red
- VERY

### その他
- 丸井「秋のワンピース」（スチル、VP）
- 永遠の詩 PESCI CANALE（音楽）